# فرانتس لودفيغ فون بفالتس-نيوبورغ
فرانتس لودفيغ فون بفالتس-نيوبورغ أو فرانتس لودفيغ من بالاتينات-نيوبورغ (بالألمانية: Franz Ludwig von Pfalz-Neuburg؛ 6 أبريل 1664؛ نويبورغ - 18 يوليو 1732؛ فروتسواف)؛ أسقف ورئيس أساقفة لعدة أبرشيات، وأيضا كان أمير ناخب في الإمبراطورية الرومانية المقدسة، وأيضا كان السيد الأكبر في تنظيم تيوتون.
ولد في نويبورغ آن در دوناو بحيث أنه نجل فيليب فيلهلم، ناخب بالاتينات ولاندغرافين إليزابيث أمالي من هسن-دارمشتات.
وفي العام 1683 أصبح الأمير-أسقف بريسلاو (فروتسواف) بعد وفاة شقيقه فولفغانغ غيورغ، الذي انتخب لهذا المنصب.
وفي 1694 أصبح القائد الأعلى لـ تنظيم تيوتون، والأمير-أسقف فورمس، وفي 1716 أصبح أسقف-الناخب لـ ترير، فخلال حكمه على ترير، أعاد تنظيم السلطة القضائية في الأبرشية وأيضا قام بتجديد الجسر موزيل الروماني والكاتدرائية، ثم أصبح رئيس أساقفة-الناخب لـ ماينتس في عام 1729، وبذلك كان عليه التخلي عن الانتخابية ترير بحيث أن بابا حظر على دمج هذه المطرانيات اثنين، وأيضا في ماينتس قام بعض الإصلاحات الإدارية والقضائية فضلا عن بناء كاتدرائية ماينتس.
توفي فرانتس لودفيغ في فروتسواف ودفنت هناك في كنيسة صغيرة بنيت خصيصاً له في كاتدرائية فروتسواف·